# Herbert Bauer (Pfarrer)
Herbert Bauer (* 1. Juli 1925 in Nürnberg; † 21. Januar 2013) war ein deutscher evangelischer Pfarrer.

## Werdegang
Bauer kam nach seiner Ausbildung zunächst als Pfarrer nach Pommersfelden. Von 1958 bis 1972 war er Schulreferent in Neuendettelsau. Als Direktor der Laurentius-Realschule baute er die Realschule zur vierstufigen Schule auch für Knaben aus und war Gründer des Fachhochschulstudiengangs Religionspädagogik an der Augustana-Hochschule. Außerdem trat er für das Schulfach Sozialarbeit ein. Unter dem Dach des Neuendettelsauer Zentralschulhauses vereinigte er zuletzt 14 verschiedene Schularten. Er wurde für sein schulisches Engagement mit dem Bundesverdienstkreuz am Bande ausgezeichnet.
1972 kam er als Erster Pfarrer an die Lorenzkirche in Nürnberg. Zugleich war er Prodekan des Bezirks Nürnberg-Mitte/Nord. Bis zu seiner Entpflichtung 1988 formte er die Kirche zu einer modernen Citykirche und war Mitbegründer der ökumenischen Konferenz der Pfarrer der Nürnberger Innenstadt.

## Veröffentlichungen

### Eigene Veröffentlichungen
- Die heiligen zehn Gebote. Verlag des Evangelischen Presseverbandes für Bayern, München 1954. 102 S.
- Neuendettelsauer Schulweg 1861–1961: Eine Jubiläumsschrift d. Schulwesens d. Evang.-luth. Diakonissenanstalt Neuendettelsau. Direktorium der Evang.-lutherischen Diakonissenanstalt, Neuendettelsau 1961. 80 S.
- Engelsgruss und Sakramentshaus in S[ank]t Lorenz zu Nürnberg. Langewiesche, Königstein (im Taunus), 1974; 3. Auflage, 1989, ISBN 3-7845-2420-6. (Fotos von Ingeborg Limmer) 80 S.
- Liebeserklärungen an St. Lorenz : Herbert Bauer führt durch die Lorenzkirche in Nürnberg. 1995, ISBN 3-583-20022-5. (Fotos von Hermann Fröhling) 64 S.
- Freche Putten, verführerische Frauen, wilde Männer : Entdeckungen am Sebaldusgrab. Context-Verlag, Augsburg 2010, ISBN 978-3-939645-28-3. (Mit Herbert Liedel (Fotograf)) 80 S.

### Beiträge
- Kirche in der Stadt; Bd. 5, City-Kirchen : Bilanz und Perspektiven. EB-Verlag, Hamburg 1995, ISBN 3-923002-92-0.

### Herausgeber
- 500 Jahre Hallenchor St. Lorenz in Nürnberg : 1477–1977. Hrsg. im Auftrag des Vereins zur Erhaltung der Sankt-Lorenzkirche und des Vereins für Geschichte der Stadt Nürnberg von Herbert Bauer, Verein zur Erhaltung der St.-Lorenzkirche in Nürnberg; Verein für Geschichte der Stadt Nürnberg, Nürnberg 1977.
- S[ank]t Lorenz – rundum die Lorenzkirche und ihre Nachbarschaft einst und jetzt. Verein zur Erhaltung d. St.-Lorenzkirche in Nürnberg (e.V.). Hrsg. von Herbert Bauer u. Georg Stolz. Verein zur Erhaltung d. St.-Lorenzkirche in Nürnberg, Nürnberg 1984.
- S[ank]t Lorenz, Wappen in Fülle, Wappenkunde, Wappenkunst und Wappenrecht. Verein zur Erhaltung d. St.-Lorenzkirche in Nürnberg (e.V.). Hrsg. von Herbert Bauer u. Georg Stolz. Verein zur Erhaltung d. St.-Lorenzkirche in Nürnberg, Nürnberg 1986.

## Ehrungen
- Verdienstkreuz am Bande der Bundesrepublik Deutschland